# Ocyptamus salpa
Ocyptamus salpa är en tvåvingeart som först beskrevs av Hull 1944.  Ocyptamus salpa ingår i släktet Ocyptamus och familjen blomflugor.
Artens utbredningsområde är Peru. Inga underarter finns listade i Catalogue of Life.